# 376
376 (CCCLXXVI) var ett skottår som började en fredag i den julianska kalendern.

## Händelser

### Okänt datum
- Visigoter dyker upp vid Donau och begär att få komma in i Romarriket i sin flykt undan hunnerna.
- Hunnerna fortsätter att härja Balkan.
- Chandragupta II blir kung över nuvarande Indien.

## Födda
- Kyrillos av Alexandria, kyrkolärare, helgon, patriark av Alexandria